# Heinrich Decimator

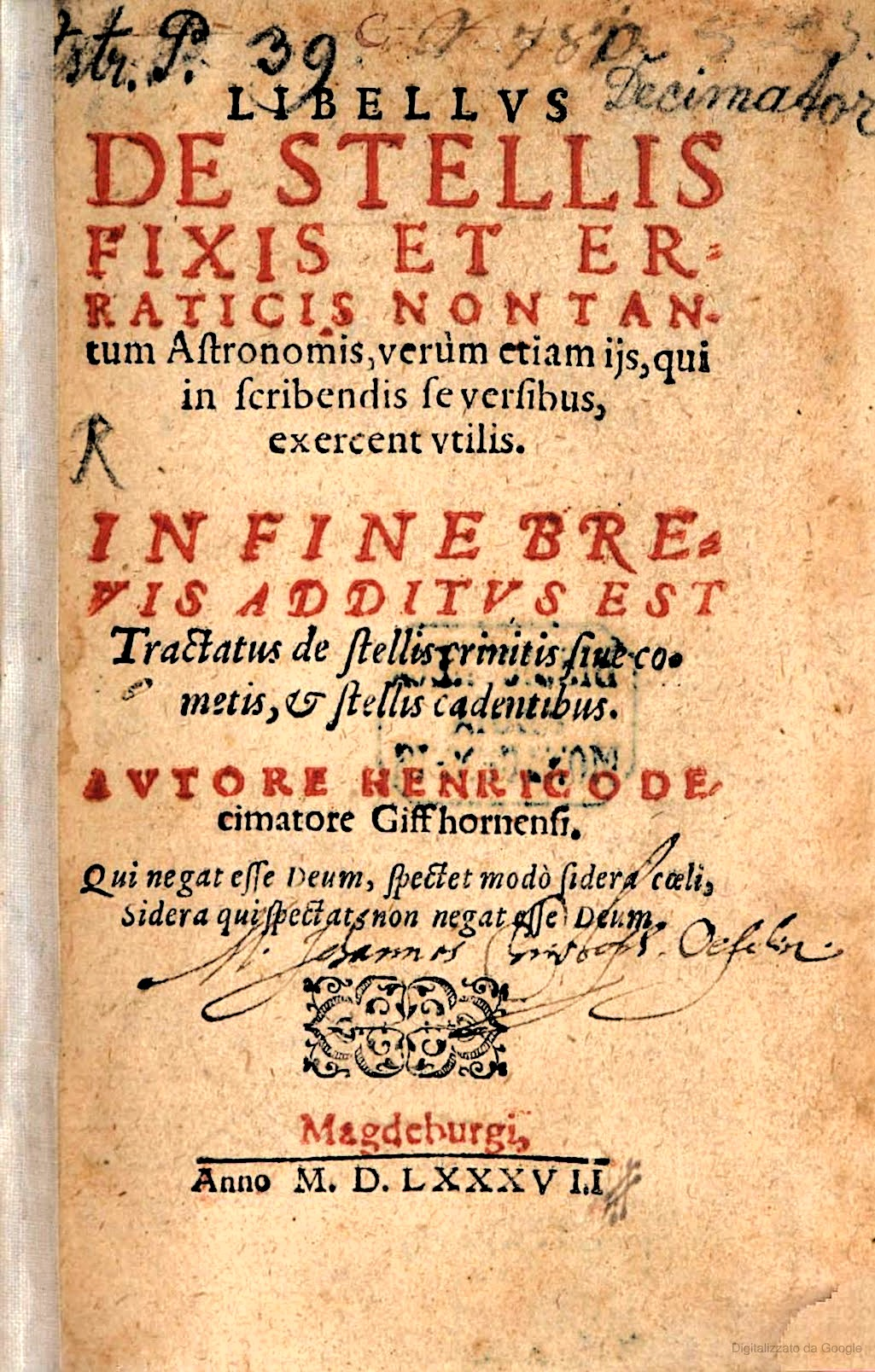
Libellus de stellis fixis et erraticis, 1587

Heinrich Decimator (* 1555 (1545) in Gifhorn; † 1627 in Schnarsleben) war ein deutscher Theologe und der Verfasser eines Universalwörterbuchs.
Heinrich war der Sohn des Dodendorfer Pfarrers Georg Decimator. Er hatte 1570 ein Studium an der Universität Wittenberg absolviert. Dann war er zunächst Lehrer in Mühlhausen in Thüringen. 1579 wurde er in Magdeburg zum Pfarrer in Schnarsleben ordiniert. Er gab verschiedene Werke heraus, die sich zahlreicher Auflagen erfreuten, darunter seit 1578 den Sylva vocabulorum et phrasium (dt. Wald von Bezeichnungen und Ausdrucksweisen) und seit 1606 das Universalwörterbuch Thesaurus linguarum, quibus in universa fere Europa ... utimur (dt. Schatz der Sprachen, derer wir uns in nahezu ganz Europa bedienen), in dessen Widmung er dem Domkapitel Magdeburg für seine Beförderung „aus dem Schulstaube“ zum Predigeramt dankt. Während dessen Vorläufer von 1589 mit dem Titel Nomenclatura quatuor linguarum (dt. Verzeichniss von Bezeichnungen in vier Sprachen) die Sprachen Deutsch, Lateinisch, Griechisch und Hebräisch umfasste, kamen im Thesaurus linguarum noch Französisch und Italienisch hinzu. Auch im Sylva wurden die anfänglich nur drei Sprachen – Deutsch, Lateinisch, Griechisch – erst um das Hebräische vermehrt (1586), dann um das Französische (1595) und „Chaldäische“ (1596). Zuletzt kamen Italienisch, Spanisch und Niederländisch hinzu (1605). Seine weiteren Werke umfassen Kommentarschriften zu den grammatischen Werken von Philipp Melanchthon (1592, 1598); außerdem erschienen von ihm 1587 ein astronomisch-poetisches Werk, Libellus de stellis fixis et erraticis (dt. Büchlein über die Fix- und Wandelsterne), sowie ein meteorologisch-poetisches Werk, Epitome meteororum (dt. Abriss der Lufterscheinungen).

## Werke
- Sylva vocabulorum et phrasium cum solutae, tum ligatae orationis ex optimis & probatis Latinae & Graecae linguae autoribus, in usum & gratiam studiosae iuventutis sedulò congesta. Leipzig 1580, VD16 ZV 29899 (Digitalisat) – zuvor bereits Leipzig 1578; weitere Ausgaben Leipzig 1582, Leipzig 1585, Wittenberg 1586, Wittenberg 1587, Leipzig 1587, Frankfurt/Main 1589, Wittenberg 1590 u. v. m.
- Poematum Henrici Decimatoris Giffhornensis. Libri IIII. Leipzig 1586 (Digitalisat) – erweiterte Ausgabe Leipzig 1596 (Digitalisat)
- Libellus de stellis fixis et erraticis non tantum Astronomis, verum etiam iis, qui in scribendis se versibus, exercent utilis. Magdeburg 1587, VD16 D 338 (Digitalisat)
- Epitome meteororum, hoc est, impressionum aërearum, & mirabilium naturae operum, non tantum physicae doctrinae studiosis, verum etiam iis, qui in scribendis se versibus exercent utilis. Leipzig 1587 (Digitalisat)
- Nomenclatura quatuor linguarum, in usum et gratiam studiosae iuventutis, ex optimis autoribus collecta. Leipzig 1589, VD16 D 339 (Digitalisat)
- Scholia in syntaxin, olim a D. Philippo Melanchthone collectam, postea vero opera viri doctissimi Viti Winsemii, cum praeceptis tum exemplis locupletatam, tam docentibis quam discentibus profutura: Non solum ad explicationem huius libelli grammatici, sed etiam aliorum conscripta. Leipzig 1592 (Digitalisat)
- Annotationes in grammaticam D. Philippi Melancht. Latinam, tam docentibus quam discentibus profuturae: non tantum ad explicationem huius libri sed etiam aliorum. In usum & gratiam scholarum collectae & conscriptae. Magdeburg 1598, doi:10.25673/opendata2-594 – weitere Ausgabe Magdeburg 1619 (Digitalisat)
- Sylva vocabulorum et phrasium octo linguarum, in qua continentur cum locutiones solutae ligataeque orationis, tum nomina propria deorum, dearumque gentilium, virorum, mulierum, urbium, regionum, insularum, provinciarum, sylvarum & fluviorum, compluresque aliarum rerum, quae in probatis omnium doctrinarum auctoribus inveniuntur appellationes. Leipzig 1605 (Digitalisat)
- Thesaurus linguarum, quibus in universa fere Europa et aerumnosa hujus vitae & scholae peregrinatione, potiorum ac praecipuarum, ut, Romana, Graeca, Ebraica, Gallica, Italica, & patria Germanica, utimur. Leipzig 1606, VD17 15:754835G (Digitalisat) – weitere Ausgaben Leipzig 1608, Leipzig 1613 (Digitalisat), Leipzig 1614, doi:10.25673/opendata2-20651, Leipzig 1615 (Digitalisat)